# Anton Glebowitsch Kopriwiza
Anton Glebowitsch Kopriwiza (russisch Антон Глебович Копривица, wiss. Transliteration Anton Glebovič Koprivica; * 20. Oktober 1991 in Ufa) ist ein ehemaliger russischer Snowboarder. Er startete im Snowboardcross.

## Werdegang
Kopriwiza trat international erstmals bei der Winter-Universiade 2009 in Harbin in Erscheinung. Dort errang er den 25. Platz. Bei den Juniorenweltmeisterschaften 2009 in Nagano kam er auf den 48. Platz und bei den Juniorenweltmeisterschaften 2011 in Chiesa in Valmalenco auf den 21. Rang. In der Saison 2011/12 erreichte er mit fünf Top-Zehn-Platzierungen, darunter Platz drei in Saalbach den fünften Platz in der Snowboardcross-Wertung des Europacups. Sein Debüt im Snowboard-Weltcup hatte er zu Beginn der Saison 2012/13 in Montafon, welches er auf dem 56. Platz beendete. Bei den Snowboard-Weltmeisterschaften 2013 im Stoneham errang er den 46. Platz. Nach Platz vier bei der Winter-Universiade 2013 in Monte Bondone zu Beginn der Saison 2013/14, belegte er bei seiner einzigen Olympiateilnahme im Februar 2014 in Sotschi den 33. Platz. Zum Saisonende erreichte er in La Molina mit dem 18. Platz seine beste Platzierung im Weltcup und mit dem 38. Rang im Snowboardcross-Weltcup sein bestes Gesamtergebnis. Seinen 14. und damit letzten Weltcup absolvierte er im Februar 2016 in Sunny Valley, welchen er auf den 31. Platz beendete. Im folgenden Jahr wurde er bei der Winter-Universiade in Almaty Fünfter.

## Teilnahmen an Weltmeisterschaften und Olympischen Winterspielen

### Olympische Winterspiele
- 2014 Sotschi: 33. Platz Snowboardcross

### Snowboard-Weltmeisterschaften
- 2013 Stoneham: 46. Platz Snowboardcross

## Weltcup-Gesamtplatzierungen
| Saison  | Snowboardcross | Snowboardcross |
| Saison  | Punkte         | Platz          |
| ------- | -------------- | -------------- |
| 2012/13 | 241            | 43.            |
| 2013/14 | 305            | 38.            |
| 2015/16 | 28             | 78.            |